# Řehoř XII.
Řehoř XII. (vlastním jménem Angelo Corrario) (cca 1326, Benátky – 18. října 1417, Recanati), v letech 1406–1415 byl 205. římský biskup a papež katolické církve římské obedience.

## Život
Byl následníkem Inocence VII. od 30. listopadu 1406 poté, co byl zvolen v Římě. V konkláve tehdy zasedalo jen 15 kardinálů. Zvolen byl pod podmínkou, že pokud avignonský papež Benedikt XIII. zruší všechny požadavky na papežský stolec, on se zachová stejně, aby mohla být uskutečněna nová volba, a tak by bylo ukončeno papežské schizma.
K tomu samozřejmě nedošlo a situace zůstala komplikovaná. Ani jeden papež nechtěl ustoupit a oba se považovali za platně zvolené.
Navíc svolala část kardinálů v roce 1409 koncil v Pise. Kardinálové zde vyzvali oba papeže, aby odstoupili a zvolili nového papeže Alexandra V. Oba dosavadní papežové Řehoř a Benedikt ale odmítli abdikovat, čímž v Evropě existovali již tři papežové a situace se ještě více zkomplikovala. Alexandr V. brzy zemřel, nahradil ho kardinál Baldassare Cossa pod jménem Jan XXIII. sídlící v Pise.
Řehoř neuznával ani Jana XXIII. a opíral se o podporu zejména neapolského krále Ladislava, který ovládal hlavní město Řím.
Situace se vyřešila až na Kostnickém koncilu (1414 -1418). Řehoř nominoval Karla z Malatesty a kardinála Dominici di Ragusa za své legáty. Kardinálové vyzvali všechny tři papeže, aby opustili papežský stolec. Řehoř tak nakonec učinil a jmenovali jej papežským legátem v Anconě. Koncil pak sesadil také vzdoropapeže Jana XXIII., který odmítl odstoupit, z Kostnice uprchnul, byl však dopaden a uvězněn. Západní schizma skončilo jmenováním nového papeže Martina V.
Řehoř dožil svůj život v klidu v Anconě. Je pohřben v katedrále v Recanati. Papežové, kteří vládli po něm, jsou všichni pohřbení v Římě.